# 戈兰·久卡诺维奇
戈兰·久卡诺维奇（羅馬化：Goran Đukanović，1976年11月5日—），黑山前男子手球运动员。他曾代表南联盟参加2000年夏季奥林匹克运动会手球比赛，结果队伍获得第四名。